# 哲学堂公園

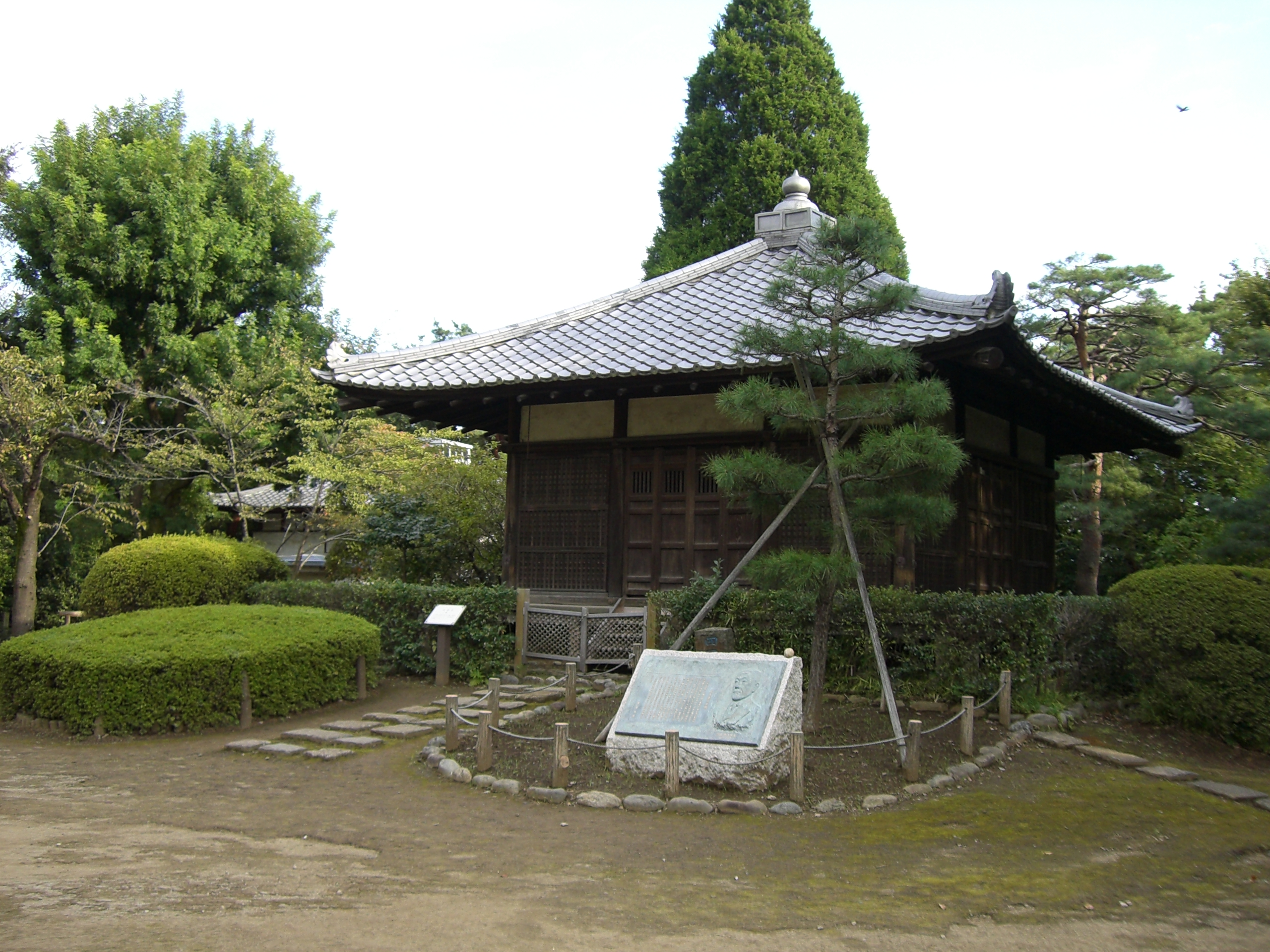
四聖堂（哲学堂）

哲学堂公園（てつがくどうこうえん）は、東京都中野区にある中野区立の公園である。公園の南東部(面積の7%程度）は新宿区にある。2020年に国の名勝に指定された。
哲学館（現在の東洋大学）の創設者である井上円了が、ソクラテス、カント、孔子、釈迦を祀った「四聖堂」を建設したのが、この公園のはじまりである。この四聖堂を当初哲学堂と称し、それがそのまま公園の名になった。
当初は当地に大学を造成する案もあったが、精神修養のための公園にすることになり、1909年-1912年の間に哲理門、六賢台、三学亭などの建築物が逐次整備された。当時の建築物は現在も公園内に現存しており、普段は外観しか見られないものの、毎年4月と10月に限り建築物の内部も一般に公開される。内部には、哲学者の像が祀られている。この他にも園内には到る所に哲学に由来するユニークな名前の坂や橋などが点在し、井上円了の思想と世界観を垣間見ることができる。

## 歴史

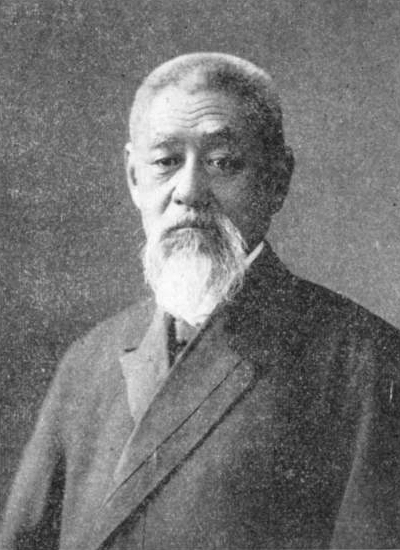
晩年の井上円了

- 鎌倉時代 - 武将和田義盛の居城であったという伝承がある。
- 1904年（明治37年） - 井上円了が四聖堂を建設する。
- 1909年（明治42年）～1912年（大正元年） - 哲理門、六賢台、三学亭などの建築物が逐次整備される。
- 1944年（昭和19年） - 井上円了の没後、本人の遺志で東京都に寄贈される。
- 1975年（昭和50年） - 中野区の管轄となる。
- 2006年（平成19年） - 4月より指定管理者「日本体育施設グループ」が管理運営を行っている。
- 2009年（平成21年） - 東京都の名勝に指定された。
- 2020年（令和2年） - 国の名勝に指定された[1]。

## 施設名
公園の入口にある看板「七十七場名称案内」によれば、園内の施設名は以下のとおり。
1哲学関、2真理界、3鑽仰軒、4哲理門、5一元牆、 6常識門、7髑髏庵、8復活廊、9鬼神窟、10接神室、 11霊明閣、12百科叢、13時空岡、14四聖堂、15唱念塔、 16六賢台、17天狗松、18筆塚、19懐疑巷、20経験坂、 21感覚巒、22万有林、23三字壇・哲史塀、24三祖碑、25唯物園・哲史蹊、 26物字壇、27客観廬、28進化溝、29理化潭、30博物隄、 31数理江、32観象梁、33神秘洞、34狸燈、35後天沼、 36原子橋、37自然井、38造化澗、39二元衢、40学界津、 41独断峡、42唯心庭、43心字池、44倫理淵、45理性島、 46心理崖、47鬼燈、48概念橋、49先天泉、50主観亭、 51認識路、52直覚径、53論理域、54演繹観、55帰納場、 56意識駅、57絶対城、58聖哲碑、59観念脚、60観察境、 61紀念碑、62相対渓、63理想橋、64理外門、65幽霊梅、 66宇宙館、67皇国殿、68三学亭、69硯塚、70無尽蔵、71万象庫、72向上楼、73望遠橋、74星界洲、75半月台（76と77は、文献記録が欠けており不明）
このうち主要な施設は以下のとおり。
- 時空岡（じくうこう） - 哲学の時空間を表した場所。
- 四聖堂（哲学堂） - 東洋の釈迦と孔子、西洋のソクラテスとカントの四聖人が祀られている。公園の中心的な建物といえる。
- 六賢台 - 日本の聖徳太子、菅原道真、中国の荘子、朱子、インドの龍樹、迦毘羅の東洋の六人の哲人が祀られている。
- 哲理門 - 哲学堂の正門にあたる。天狗と幽霊が傍らにあり、天狗は物質界、幽霊は精神界の象徴であるという。
- 三学亭 - 日本の古来からの神学、儒学、仏教学の各碵学、平田篤胤、林羅山、釈凝然を奉崇している。
- 三祖苑 - 思想史の始祖ともいえる、中国の黄帝、インドの足目仙人[2]、ギリシャのタレスの各人を刻んだ石碑がまつられている。
- 絶対城 - 当地における図書館のこと。絶対的な真理に到達せんと欲するならば、万巻の書物を読み尽くすことであるという教えから、絶対城と命名された。現在は、建物が遺構として残っているだけで、図書館としての機能はない。
- 宇宙館 - 当地における講義室。哲学は、宇宙における真理を追究する学問であるから、この名になった。

この他に2009年に日本とハンガリー外交関係 開設140年・国交回復50周年の記念事業の一環としてハンガリーの首都ブダペストにあるものと同じ「哲学の庭」が設置された。これは古代からの宗教・哲学・法を代表する人がそれぞれ同心円上に配置されており、釈迦やイエス・キリスト、古代エジプト王イクナートン、達磨、アッシジのフランチェスコ、聖徳太子、古代バビロニアの王ハンムラビ、東ローマ皇帝ユスティニアヌスなどの像が置かれている。
現在は北側に野球場2面、テニスコート6面、野球場地下に弓道場を有する運動施設も併設されている。哲学堂の名は公園周辺の地名の通称として店舗名、バス停留所などにも使われている。桜の名所として有名である。

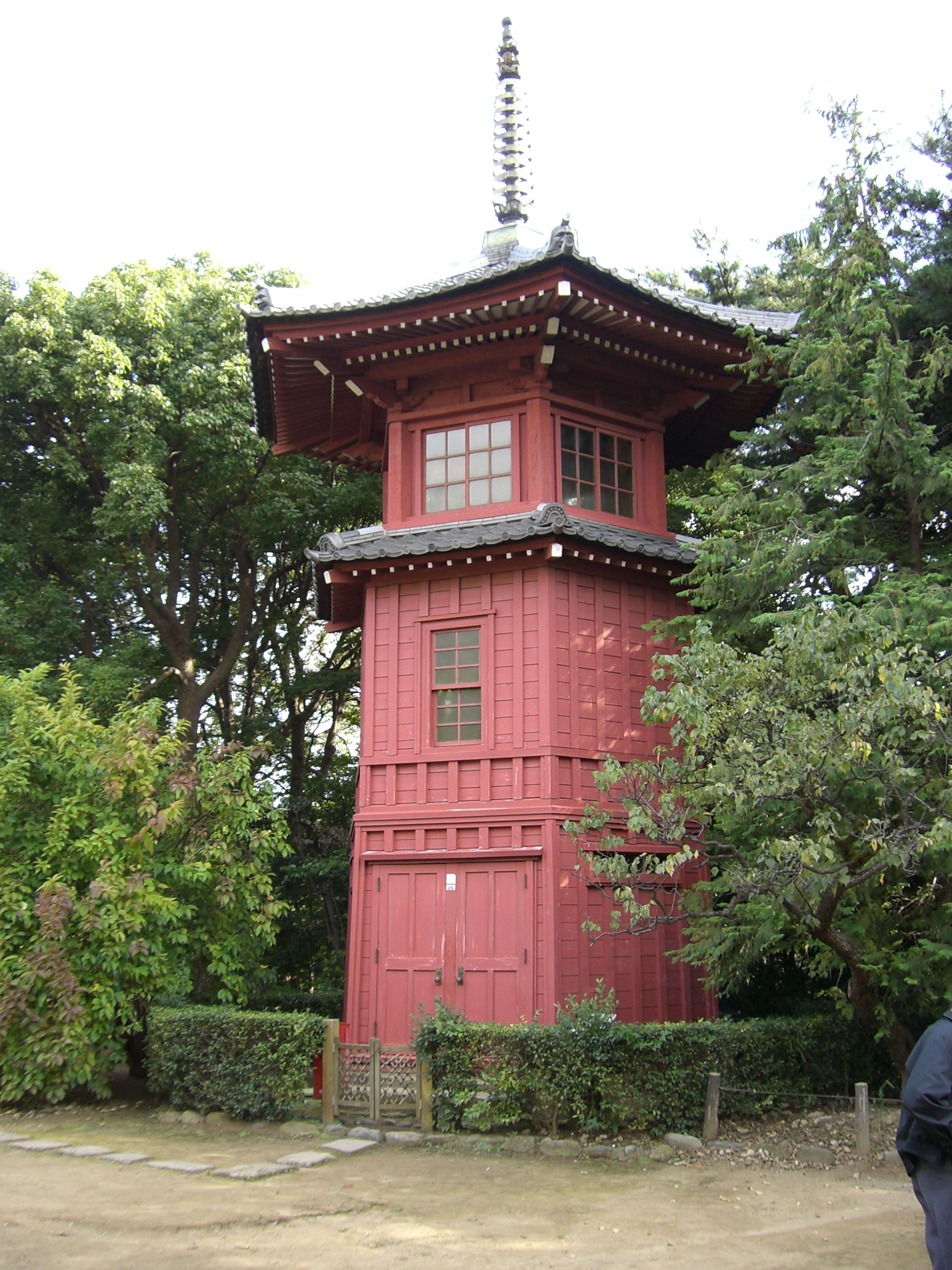
六賢台
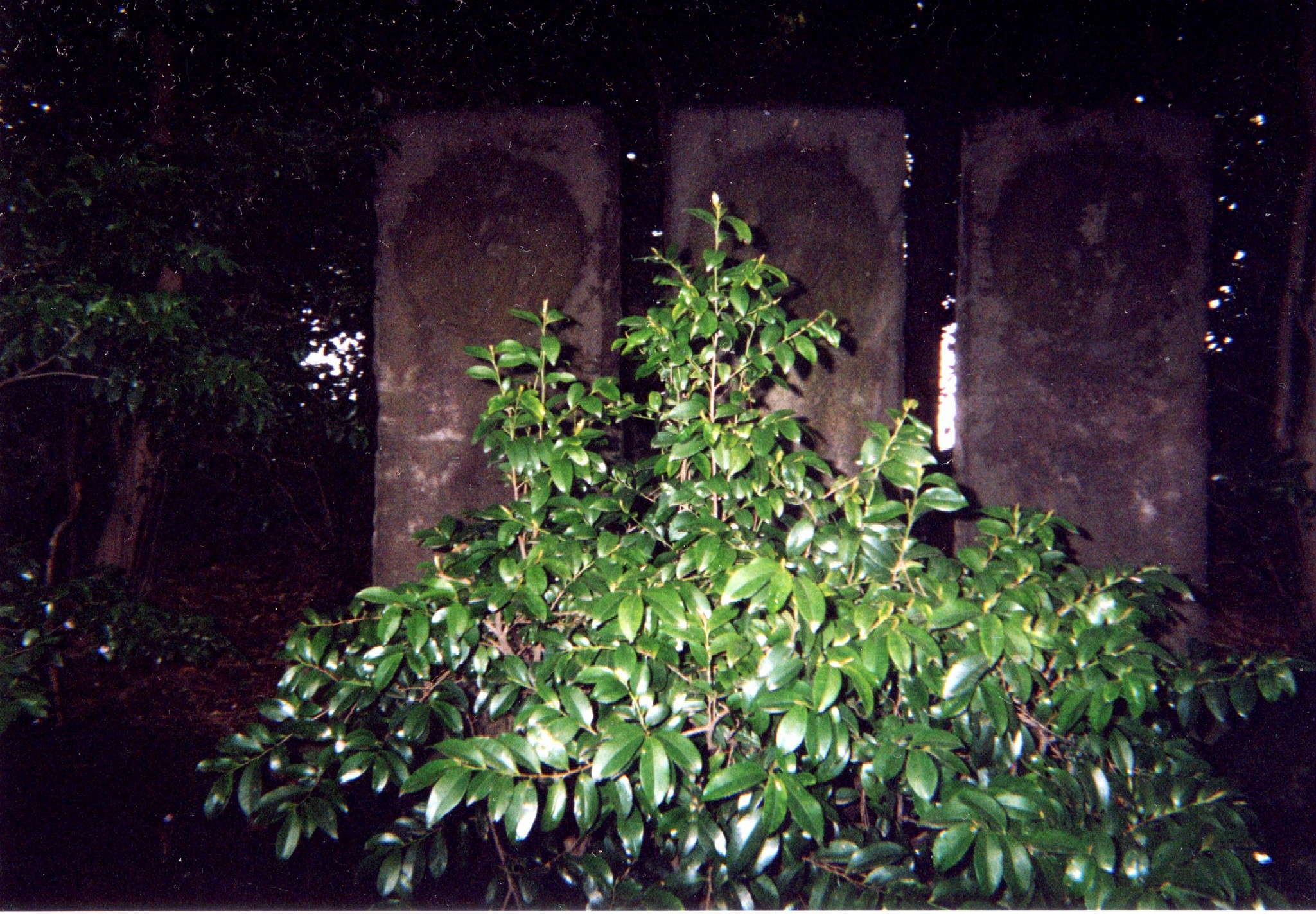
三祖苑
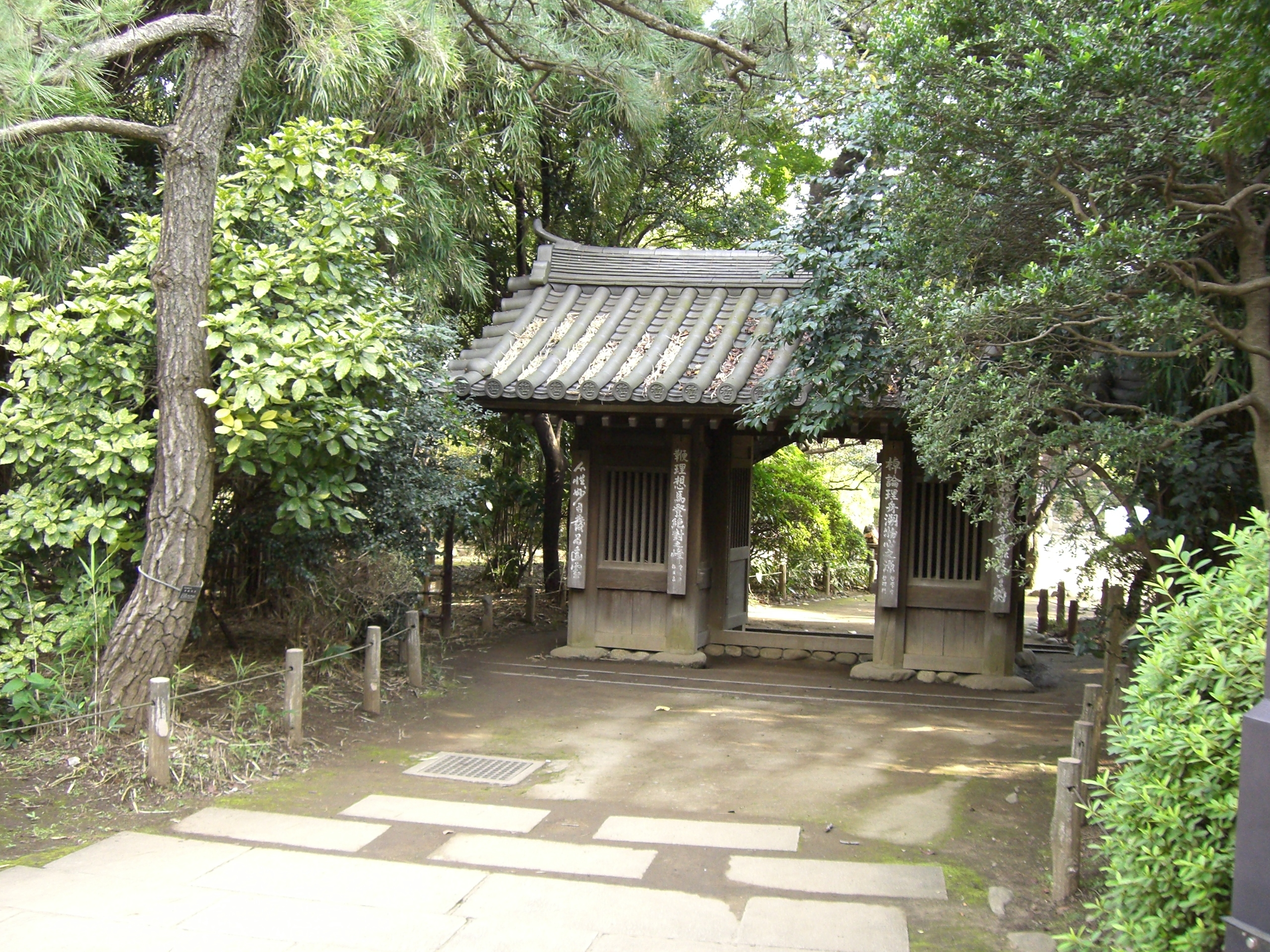
哲理門
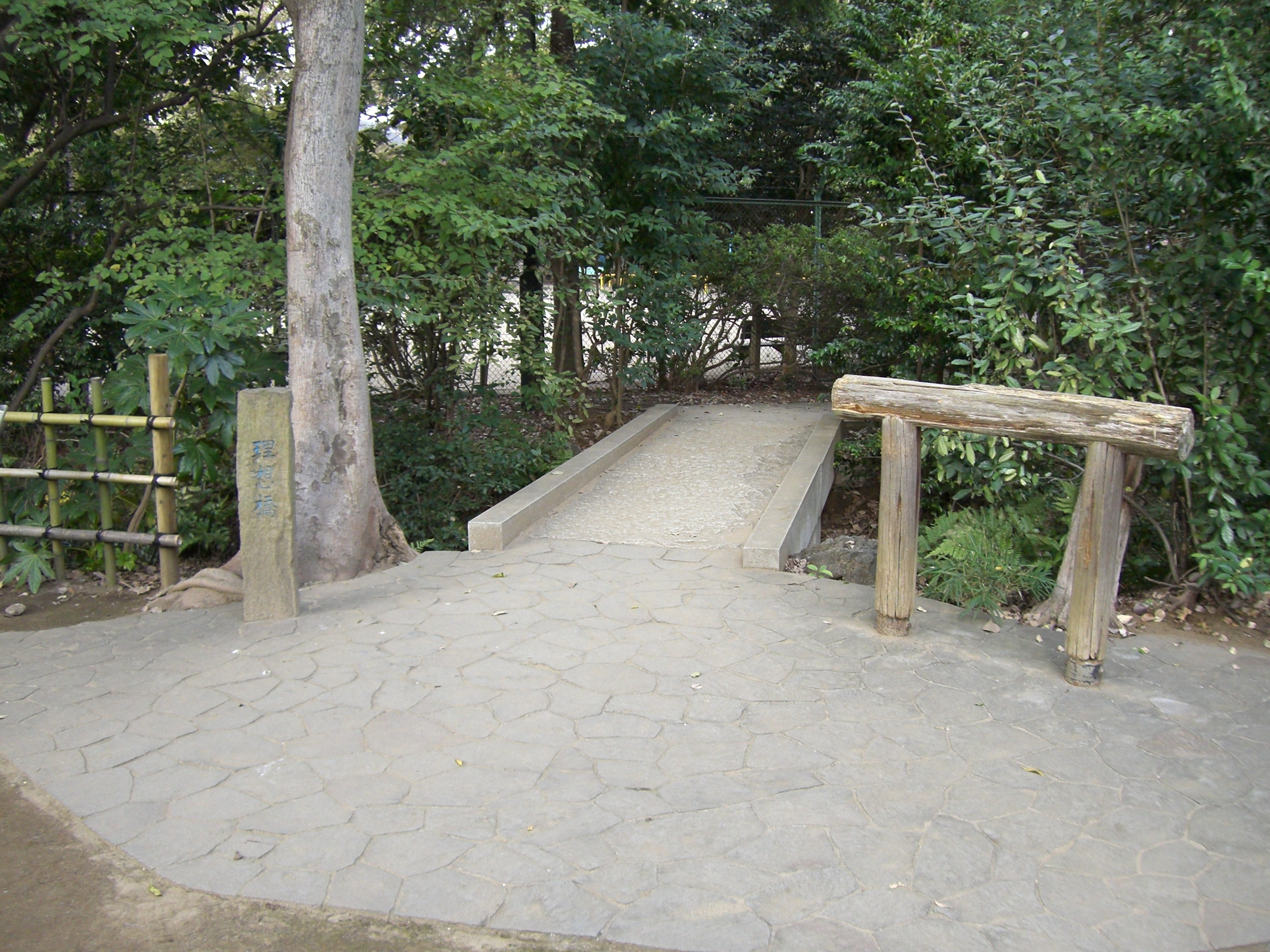
理想橋
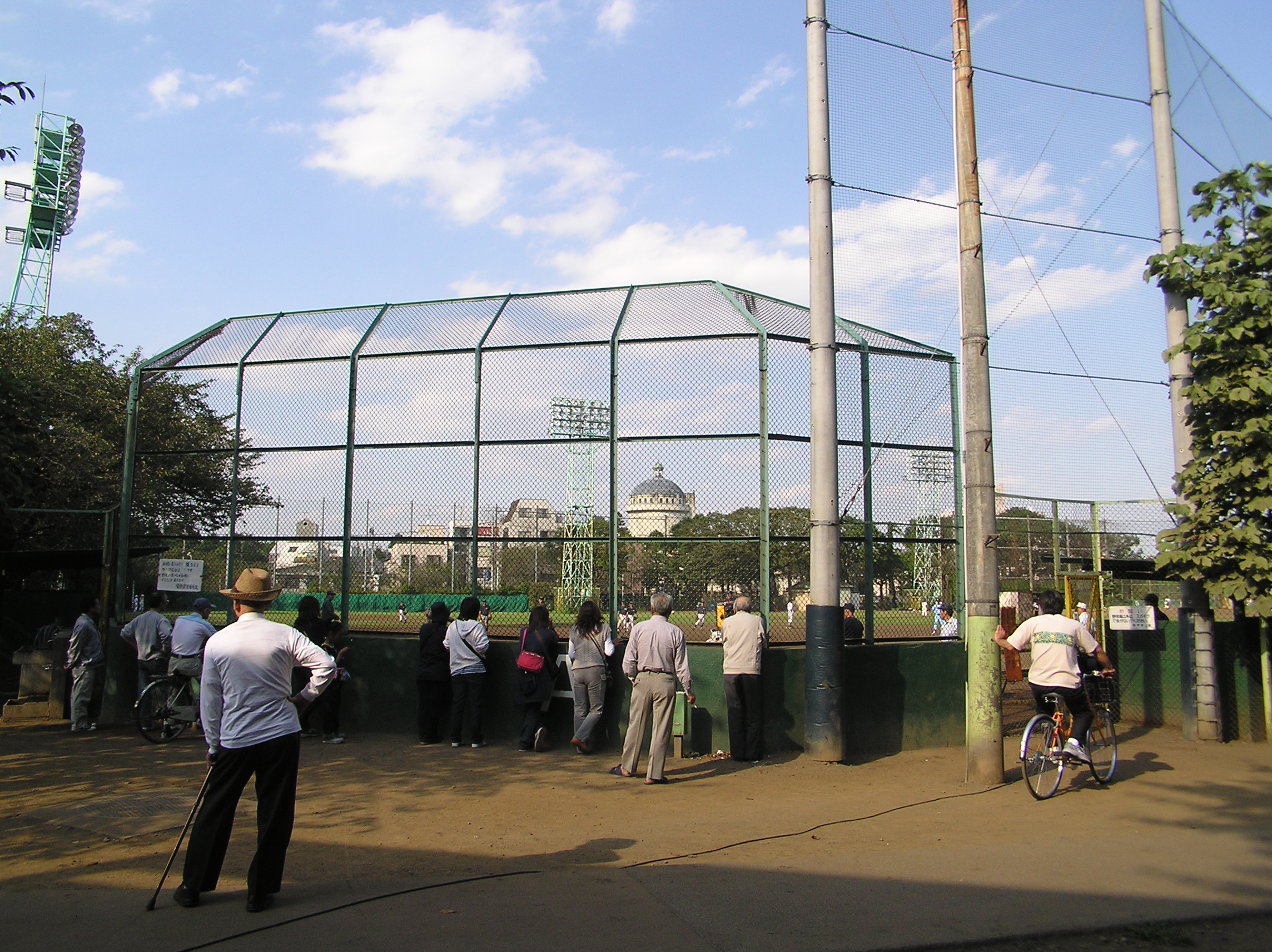
野球場

## 哲学堂祭
井上円了の遺言に基づき、東洋大学が毎年11月に哲学堂祭を開催している。
- 毎年11月の第1土曜日に開催する。
- 哲学堂に祭られている四聖（孔子・釈迦・ソクラテス・カント）を順番に一人ずつ取り上げて講演を行い哲学の思想普及に努める。
- 参加者には、甘茶・珈琲・紅茶を振る舞う。

## アクセス
所在地：中野区松が丘一丁目34番。
- 西武新宿線新井薬師前駅より徒歩12分、または都営地下鉄大江戸線落合南長崎駅より徒歩12分。
- バス
  - 中野駅・新井薬師前駅より関東バス・国際興業バス「池袋駅西口」行、関東バス「丸山営業所（新井薬師前駅経由）」・「江古田駅」行で『哲学堂公園入口』『哲学堂』、または「中村橋」・「江古田の森」・京王バス練馬駅行で『哲学堂下』下車。
  - 池袋駅西口・落合南長崎駅より関東バス・国際興業バス「中野駅」行、江古田駅より関東バス「中野駅」行で『哲学堂』下車。
  - 新宿駅・落合南長崎駅より関東バス「丸山営業所」行で『哲学堂東』下車。
  - 池袋駅東口・目白駅・落合南長崎駅より都営バス「江古田二丁目」・「練馬車庫」行で『哲学堂』下車。
  - 中村橋より関東バス「中野駅」行で『哲学堂下』下車。
- 開園時間：4月～9月 午前8時～午後6時、10月～3月 午前9時～午後5時
- 入園料：無料
- 年末（12月29日～31日）を除き無休

## 関連書籍
- 井上円了述 『哲学堂案内』 哲学堂事務所、1920年
- 東洋大学 『東洋大学創立五十年史』 1937年
- 井上円了著、竹村牧男監修『妖怪玄談』大東出版社 2011年 ISBN 978-4-500-00745-5